# Casey Hampton
Casey Hampton Jr. (Galveston, 3 settembre 1977) è un ex giocatore di football americano statunitense che ha militato nel ruolo di defensive tackle nella National Football League (NFL).

## Carriera
Al college Hampton giocò a football a Texas, venendo premiato come All-American e come difensore dell'anno della Big 12 Conference. Fu scelto come diciannovesimo assoluto nel Draft NFL 2001 dai Pittsburgh Steelers. Iniziò la sua stagione da rookie come nose tackle di riserva dietro a Kendrick Clancy ma il 26 ottobre fu nominato titolare, anche se l'allenatore Bill Cowher affermò che avrebbe continuato a ruotare con Clancy. Nella settimana 9 mise a segno il primo sack in carriera su Tim Couch nella vittoria sui Cleveland Browns. Chiuse la sua prima stagione regolare disputando tutte le 16 partite, di cui 11 come titolare, con gli Steelers che ebbero la miglior difesa della lega. Il 20 gennaio 2002 disputò la prima gara come titolare nei playoff nella vittoria sui Baltimore Ravens nel divisional round.
Nel 2003 Hampton fu convocato per il primo di cinque Pro Bowl, chiudendo con 39 tackle, un sack e un passaggio deviato. L'anno successivo fu costretto a chiudere la stagione in anticipo a causa della rottura del legamento crociato anteriore, venendo inserito in lista infortunati il 20 ottobre 2004.
Nel 2005 Hampton tornò a essere l'ancora della linea difensiva di Pittsburgh, venendo convocato per il secondo Pro Bowl al posto dell'infortunato Richard Seymour. Il 5 febbraio 2006 partì come titolare nel Super Bowl XL contro i Seattle Seahawks, mettendo a segno 4 tackle e un sack su Matt Hasselbeck nella vittoria per 21-10, conquistando il suo primo titolo.
Nel 2008 Hampton saltò tre gare consecutive per un infortunio all'inguine, chiudendo con 13 presenze, tutte come titolare. Gli Steelers ebbero un record di 12-4 e giunsero fino al Super Bowl XLIII dove batterono gli Arizona Cardinals, con Hampton che fece registrare 2 placcaggi, conquistando il suo secondo anello.
Nel 2009 Hampton ebbe un record in carriera di 43 placcaggi, venendo convocato per il suo ultimo Pro Bowl. L'anno successivo Pittsburgh fece ritorno al Super Bowl, venendo sconfitta dai Green Bay Packers. Nel 2011 saltò tre partite per un infortunio a una spalla. Si ritirò dopo la stagione 2012.

## Palmarès

### Franchigia
- Super Bowl : 2

Pittsburgh Steelers: XL, XLIII
- American Football Conference Championship: 3

Pittsburgh Steelers: 2005, 2008, 2012

### Individuale
- Convocazioni al Pro Bowl: 5

2003, 2005, 2006, 2007, 2009